# Julio Fernández Torres
Julio Alfredo Fernández Torres (1 de julio de 1928-21 de julio de 2014) fue un militar argentino que desempeñó el cargo de jefe del Estado Mayor Conjunto de las Fuerzas Armadas durante el Gobierno de Raúl Alfonsín.

## Inicios
Julio Alfredo Fernández Torres nació el 1 de julio de 1928.; contrajo nupcias con Marta Elena Ardiles Magnasco y con ella tuvo un hijo.

## Carrera militar
Siendo subteniente en 1955, Fernández Torres participó de la sublevación de la Escuela de Tropas Aerotransportadas en Córdoba en contra del presidente constitucional Juan Domingo Perón.
Entre el 24 y 26 de marzo de 1976, se desempeñó como interventor del Ministerio de Economía de Buenos Aires y de la CGT; como tal trató con sindicalistas la Ley de Asociaciones Profesionales.
En la guerra de las Malvinas, se desempeñó como comandante de la IV Brigada de Infantería Aerotransportada con el grado de general de brigada. En las postrimerías del conflicto desobedeció una orden del comandante en jefe del Ejército Leopoldo F. Galtieri de ejecutar un ataque paracaidista sobre la retaguardia británica por considerar la acción como inútil.
Fernández Torres recibió el cargo de Jefe del Estado Mayor Conjunto de las Fuerzas Armadas el 16 de diciembre de 1983 cuando iniciaba el Gobierno de Raúl Alfonsín.
Sus comentarios controvertidos causaron la primera crisis militar del Gobierno constitucional. El presidente ordenó al ministro de Defensa Raúl Borrás relevarlo, lo que se materializó el 4 de marzo de 1985.

## Vida posterior
En 2000, Fernández Torres decidió expulsar del Círculo Militar al teniente general Martín Balza, juntamente con Leandro Anaya, José Caridi, Francisco Gassino y Mario Cándido Díaz, a raíz de la autocrítica vertida por Balza en 1995 sobre el rol del Ejército Argentino en el terrorismo de Estado en Argentina en las décadas de 1970 y 1980.
Murió el 27 de julio de 2014 y sus restos enterrados en el Cementerio de la Chacarita.